# 23241 Yada
23241 Yada è un asteroide della fascia principale. Scoperto nel 2000, presenta un'orbita caratterizzata da un semiasse maggiore pari a 2,5709062 UA e da un'eccentricità di 0,0996371, inclinata di 4,95316° rispetto all'eclittica.